# ZZz (groupe)
zZz est un groupe néerlandais de rock, originaire d'Amsterdam. Il est constitué d'un organiste et d'un batteur et chanteur.

## Histoire
Le groupe se forme en 2001 à Amsterdam. zZz publie son premier album, The Sound of zZz en 2005. La La La, l'un des morceaux du premier album, est utilisé dans un épisode de la série Les Experts, L'Envers du décor (saison 8, épisode 16). Le morceau Ecstasy est présent dans l'épisode 4 de la saison 4 de la série Skins. 
En 2008 sort leur deuxième album, Running with the Beast. Le morceau Grip est utilisé en 2008 dans une publicité pour la marque Fiat. En août 2010, ils jouent au Sziget Festival de Budapest, en Roumanie.

## Influences
zZz s'inspire notamment de Can, Miles Davis, Hawkwind, Aphex Twin, The Velvet Underground, The Sisters of Mercy, Lee Perry and the Mad Professor, Oblivians, Django Reinhardt, Suicide, Dr. John, Sun Ra, Debussy, Chrome, Bauhaus, Johnny Cash, The Stooges, Japan, Fela Kuti, Funkadelic, New York Dolls, the Damned, Ethiopiques, the Stranglers, Beethoven, The Jesus and Mary Chain, MDMA, Spaceman 3, The Gun Club, Misfits, Herbie Hancock, Serge Gainsbourg, et Os Mutantes.

## Instruments
Daan aurait récupéré pour une somme modique un vieil orgue d'église (vu dans Tracks, et qu'il l'utilise avec de nombreux effets : distorsion, octaveur, delay, etc.). Il utilise également un orgue Philicordia (modèle proche du Philicorda GM 760) Il le branche sur un amplificateur Marshall. Sur la vidéo de Loverboy, il joue sur un Hohner Combo Pianet (qui est en fait une sorte de clavecin électrique). Il utilise depuis un Nord Lead 2X (on peut l’apercevoir également sur scène).

## Membres
- Björn Ottenheim - voix, batterie
- Daan Schinkel - orgues

## Discographie
- 2005 : The Sound of Zzz
- 2008 : Running with the Beast
- 2015 : Juggernaut